# Regiunea Semienawi Keyih Bahri
Regiunea Semienawi Keyih Bahri (Marea Roșie de Nord) este una dintre cele 6 unități administrativ-teritoriale de gradul I ale Eritreei. Reședința sa este orașul Massawa. În subordinea sa intră și arhipelagul Dahlak.